# Wilhelm Fryderyk Buchholtz
Wilhelm Fryderyk Buchholtz herbu Trzy Podkowy – stolnik inflancki w latach 1681–1715, sędzia grodzki inflancki w latach 1677–1679.
Poseł powiatu upickiego na sejm konwokacyjny 1696 roku  i sejm elekcyjny 1697 roku. Jako deputat podpisał pacta conventa Augusta II Mocnego. Był posłem powiatu upickiego na sejm zwyczajny pacyfikacyjny 1699 roku.